# 卢卡斯·加扎尔
卢卡斯·沙维尔·加扎尔（葡萄牙語：Lucas Xavier Gazal，1999年8月6日—），巴西职业足球运动员，司职后卫，现由戈亚尼亚人竞技租借至中超俱乐部山东泰山效力。

## 职业生涯
加扎尔出生于圣保罗州迪亚德马，于2021年1月21日自巴西红牛加盟阿帕雷西达人，参加2020赛季剩余比赛。2月17日，在客场1-2负于戈亚尼亚人竞技的戈亚斯州联赛比赛中，加扎尔在半场结束后替补出场，完成职业俱乐部首秀，但仅在11分钟后便被罚出场。
加扎尔在2021年巴西足球丁级联赛中成为“变色龙”的常规出场球员，共出战10场比赛，并随俱乐部首次获得该赛事冠军。2022年6月26日，他在客场3-0战胜沃尔塔雷东达的巴丙联赛比赛中打入首个职业俱乐部进球。
2022年7月22日，加扎尔与巴甲联赛球队戈亚尼亚人竞技签订了一份为期两年的合同。8月6日，加扎尔在主场2-1战胜布拉干萨红牛的比赛中出场，在23岁生日当天首次亮相巴甲联赛。